# União das Freguesias de Ponte da Barca, Vila Nova de Muía e Paço Vedro de Magalhães
Die União das Freguesias de Ponte da Barca, Vila Nova de Muía e Paço Vedro de Magalhães ist eine portugiesische Gemeinde (Freguesia) im Kreis (Concelho) Ponte da Barca im Nordwesten Portugals.

## Geschichte
Die Gemeinde entstand im Zuge der Gebietsreform vom 29. September 2013 durch die Zusammenlegung der ehemaligen Gemeinden Ponte da Barca, Vila Nova de Muía und Paço Vedro de Magalhães. Ponte da Barca wurde Sitz der neuen Verwaltung.

## Demographie
| Freguesia | Freguesia                                                   | Freguesia | Freguesia       | ehemalige Freguesias    | ehemalige Freguesias | ehemalige Freguesias | ehemalige Freguesias |
| --------- | ----------------------------------------------------------- | --------- | --------------- | ----------------------- | -------------------- | -------------------- | -------------------- |
| Wappen    | Freguesia                                                   | Einwohner | Fläche in (km²) | Wappen                  | Freguesia            | Einwohner            | Fläche in (km²)      |
|           | Ponte da Barca, Vila Nova de Muía e Paço Vedro de Magalhães | 4192      | 8,84            |                         | Ponte da Barca       | 2368                 | 0,92                 |
|           | Ponte da Barca, Vila Nova de Muía e Paço Vedro de Magalhães | 4192      | 8,84            | Vila Nova de Muía       | 1034                 | 5,33                 |                      |
|           | Ponte da Barca, Vila Nova de Muía e Paço Vedro de Magalhães | 4192      | 8,84            | Paço Vedro de Magalhães | 965                  | 2,58                 |                      |